# Академия Гондишапура
Академия Гондишапура (перс. فرهنگستان گندی‌شاپور‎), также известная как Университет Гондишапура (دانشگاه گندیشاپور) — один из трёх позднеантичных центров образования и наук в Сасанидской империи, в городе Гондишапур (Иран), наряду с Ктесифоном и Рас-эль-Айном. Интеллектуальный центр Сасанидской империи. Предлагал образование и обучение в области медицины, философии, теологии и наук. На факультете хорошо разбирались в персидских традициях. Согласно «Кембриджской истории Ирана», это был важнейший медицинский центр древнего мира в VI–VII веках.
При правлении династии Пехлеви в 1955 году наследие Гондишапура было увековечено благодаря основанию Университета Джондишапура и его близнеца – Университета медицинских наук Джондишапура недалеко от города Ахваз. После революции 1979 года, в 1981-м, университет Джондишапура был переименован в Университет мученика Чамрана в Ахвазе в честь Мустафы Чамрана. Недавно он был снова переименован в Университет медицинских наук Ахваза Джондишапура.

## История
К 376—377 году в Гондишапуре был основан несторианский монастырь Церкви Востока. В 489 году богословской центр христиан-несториан в Эдессе был закрыт по приказу византийского императора Зенона, а остатки переведены и присоединены к Нисибинской школе в Анатолии, также известный как Нисибина, тогда под персидским правлением. Здесь богословы-несториане вместе с эллинистическими философами, изгнанными из Афин Юстинианом в 529 году, вели важные исследования в области медицины, астрономии и математики.
Во время правления сасанидского императора Хосрова I (531—579 годы) Гондишапур стал известен как медицинский и учебный центр. Хосров I дал убежище различным греческим философам и сирийскоговорящим христианам-несторианцам, спасавшимся от религиозных гонений со стороны Византийской империи. Сасаниды долгое время боролись с римлянами и византийцами за контроль над территорией нынешних Ирака и Сирии и принимали беженцев у себя.
Хосров I поручил беженцам перевести греческие и сирийские тексты на пехлеви. Они переводили различные труды по медицине, астрономии, философии и ремёслам. К VI веку Гондишапур уже был известен своей теологической школой, в которой также получил образование Раббан Ормизд. Согласно письму католикоса — патриарха Востока Тимофея I, митрополия Бет-Хузай взяла на себя ответственность как за богословские, так и за медицинские учреждения.
Хосров I также обратил свой взор на восток и послал врача Борзуя пригласить индийских и китайских учёных в Гондишапур. Эти гости переводили индийские тексты по астрономии, астрологии, математике и медицине, а также китайские тексты по лечебным растениям и религии. Сам Борзуя, вероятно, перевёл Панчатантру с санскрита на персидский под названием «Калила и Димна».
Несмотря на то, что почти все врачи медицинской академии были персами, они писали свои трактаты на сирийском языке, потому что такова была литературная традиция медицины того времени.

## Значение Гондишапура
Помимо систематизации лечения и знаний, ученые академии также преобразовали медицинское образование; вместо того, чтобы обучаться у одного врача, студенты-медики должны были работать в больнице под наблюдением всего медицинского факультета. Есть даже свидетельства того, что выпускники должны были сдавать экзамены, чтобы практиковать в качестве аккредитованных гондишапурских врачей (как записано в арабском тексте «Тарих аль-Сукама»). Хотя никаких сведений о математической деятельности в Гандишапуре не сохранилось, вероятно, там, наряду с другими дисциплинами, переводились и труды по математике.
Знаменитые врачи Гондешапура: Борзуя, Бухтишу, Масавайх, Сарахси, Сабур ибн Сахл, Нафи ибн аль-Харит.

## Гондишапур под властью мусульман
При Аббасидах Гондишапур оставался важным медицинским центром. Впервые его госпиталь упоминается в 765 году, когда халиф Абу Джафар аль-Мансур вызвал его главу, Джеварджиса бен Джибраила бен Бохтишу, в Багдад. Гондишапур был ключевым местом развития медицинской науки среди сиро-персидских несториан, чьи знания основывались на греческих, индийских, арамейских и иранских традициях. Высокая медицинская компетентность позволила семье Бохтишу и другим врачам из Гондишапура занять высокие позиции при дворе Аббасидов. Последний глава Гондишапурского госпиталя, о котором сохранились упоминания, умер в 869 году. Неизвестно, пережил ли его смерть сам госпиталь. Около 1000 года в труде «Лучшее разделение для познания климатов» аль-Мукаддаси описывает упадок Гондишапура, вызванный курдскими набегами.

## Современный Гондишапур

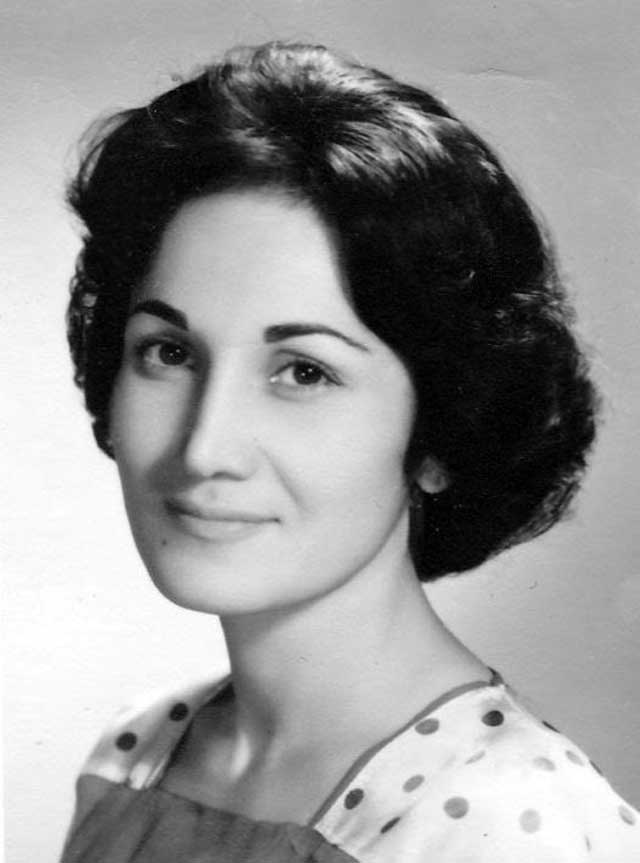
Басари, Талат, первая женщина в Иране, ставшая проректором университета

В 1955 году при правлении Пехлеви наследие Гондишапура было увековечено благодаря основанию Университета Джондишапура и его близнеца, Университета медицинских наук Джондишапура, недалеко от города Ахваз.
Современный университет медицинских наук Джондишапура был основан и назван в честь своего предшественника античного времени его основателем и первым канцлером Мохаммадом Каром, отцом Камбис Кара и Сайруса Кара, в Ахвазе в 1959 году.
Университет Джондишапура был переименован в Университет Шахида Чамрана в Ахвазе в 1981 году в честь Мустафы Чамрана. Позднее был переименован в Университет медицинских наук Ахваза Джундишапура.
Первой женщиной, назначенной проректором в Иране, стала Талат Басари в Университете медицинских наук Ахваза Джундишапура в середине 1960-х годов. В 1968 году современный кампус университета был спроектирован известным архитектором Камраном Диба.
Древний Гондишапур также подлежит археологическому исследованию. Эксперты Центра археологических исследований Организации культурного наследия Ирана и Института Востока Чикагского университета планировали начать раскопки в начале 2006 года.